# Sheldon Lettich
Sheldon Lettich (New York, 1951. január 14.–) amerikai forgatókönyvíró, filmrendező és producer. 
Leginkább a Jean-Claude Van Damme-mal való együttműködéséről és az akciófilm műfajában végzett munkájáról ismert.

## Fiatalkora
New Yorkban született, de fiatalon Kaliforniába költözött, és Los Angeles környékén nőtt fel. A középiskola elvégzése után közel négy évet töltött az amerikai tengerészgyalogságnál, rádiósként szolgált Dél-Vietnámban az 1. tengerészgyalogosok 3. zászlóaljánál, majd később a kaliforniai Camp Pendletonban állomásozó elit 1. felderítő századnál. 
A főiskolán szakképzett fotográfusként dolgozott, majd az AFI Conservatory for Advanced Film Studies Center for Cinematography ösztöndíjasaként részt vett az AFI Filmművészeti Főiskolán. Bár eredeti karriercélja az volt, hogy operatőr legyen, az AFI-ben érdeklődése az írásra és a rendezésre terjedt ki, és ez lett az a két terület, ahol végül sikereket ért el a szórakoztatóiparban.

## Pályafutása

### Drámaíróként
Részben vietnami tapasztalatai alapján írta meg a Tracers című híres színdarabot egy csoport vietnami veteránnal, akik szintén színészjelöltek voltak. A darabot először 1980. július 4-én mutatták be a Los Angeles-i Odyssey Színházban, majd eljutott a Joseph Papp által vezetett New York-i Publikus Színházba, a chicagói Steppenwolf Színházba (Gary Sinise rendezésében), a londoni Royal Court Színházba és számos más színházba világszerte. A darab Drama Desk Awards és L.A. Drama Critics Awards díjat is kapott, és a mai napig világszerte játsszák.

## Filmográfia
| Év   | Magyar cím           | Eredeti cím      | Feladatkör | Feladatkör | Feladatkör | Megjegyzések                                                           |
| Év   | Magyar cím           | Eredeti cím      | Rendező    | Író        | Producer   | Megjegyzések                                                           |
| ---- | -------------------- | ---------------- | ---------- | ---------- | ---------- | ---------------------------------------------------------------------- |
| 1983 |                      | Firefight        | Igen       | Igen       | Nem        | rövidfilm                                                              |
| 1985 |                      | Stryker's War    | Nem        | Sztori     | Nem        | - akciórendező - társíró: - Josh Becker, Bruce Campbell, Scott Spiegel |
| 1987 |                      | Russkies         | Nem        | Igen       | Nem        | - társíró: - Alan Jay Glueckman és Michael Nankin                      |
| 1988 | Véres játék          | Bloodsport       | Nem        | Igen       | Nem        | - társíró: - Christopher Cosby, Mel Friedman                           |
| 1988 | Rambo III.           | Rambo III        | Nem        | Igen       | Nem        | - társíró: - Sylvester Stallone                                        |
| 1989 | Cyborg – A robotnő   | Cyborg           | Nem        | Nem        | Nem        | - vágó - stáblistán nem szerepel                                       |
| 1990 | Oroszlánszív         | Lionheart        | Igen       | Igen       | Nem        | - társíró: - Jean-Claude Van Damme, S.N. Warren                        |
| 1991 | Dupla dinamit        | Double Impact    | Igen       | Igen       | Koproducer | - társíró: - Peter Krikes, Steve Meerson, Jean-Claude Van Damme        |
| 1993 | Csak az erős győzhet | Only the Strong  | Igen       | Igen       | Nem        | - társíró: - Luis Esteban                                              |
| 1997 | Tökéletes áldozat    | Perfect Target   | Igen       | Nem        | Nem        |                                                                        |
| 1998 | A légiós             | Legionnaire      | Nem        | Igen       | Vezető     | - társíró: - Rebecca Morrison, Jean-Claude Van Damme                   |
| 2000 | Az utolsó őrjárat    | The Last Warrior | Igen       | Nem        | Nem        |                                                                        |
| 2001 | A rend őrzője        | The Order        | Igen       | Nem        | Nem        |                                                                        |
| 2006 | Tökéletes védelem    | The Hard Corps   | Igen       | Igen       | Nem        | - társíró: - George Saunders                                           |
| 2014 |                      | Black Rose       | Nem        | Nem        | Vezető     |                                                                        |
| 2015 | Max                  | Max              | Nem        | Igen       | Nem        | - társíró: - Boaz Yakin                                                |